# Zimogiria
Zimogiria (en ucraniano: Зимогір'я; en ruso: Зимогорье, romanizado: Zimogorie) es una ciudad ucraniana perteneciente al óblast de Lugansk. Situada en el este del país, hasta 2020 era parte del raión de Slovianoserbsk, pero hoy es parte del raión de Alchevsk y del municipio (hromada) de Zimogiria. Sin embargo, según el sistema administrativo ruso que ocupa y controla la región, Zimogiria sigue perteneciendo al raión de Slovianoserbsk.
La ciudad se encuentra ocupada por Rusia desde la guerra del Dombás, siendo administrada como parte de la de facto República Popular de Lugansk y luego ilegalmente integrada en Rusia como parte de la República Popular de Lugansk rusa.

## Geografía
Zimogiria está a orillas del río Lugan, 15 km al noreste de Alchevsk y 29 km al oeste de Lugansk.

## Historia
La localidad fue fundada en 1645 con el nombre de Cherkaski Brod (en ucraniano: Черкасский Брод), siendo un campamento de invierno de la palanca de Kalmius del Ejército Bajo de Zaporiyia. En 1764 se renombró como Cherkaske (en ucraniano: Черкаське). Al principio formó parte de la gobernación de Nueva Rusia, pero durante la reforma administrativa en 1783 pasó a formar parte de la gobernación de Yekaterinoslav.
Después de la construcción del ferrocarril y la estación de tren en 1910, el desarrollo del pueblo se intensificó. Cherkaskoye se convirtió en el asentamiento urbano de Cherkasi en 1938.
Durante la Segunda Guerra Mundial, el asentamiento fue ocupado por tropas alemanas el 12 de julio de 1942 y, el 1 de septiembre de 1943, fue liberado por unidades de la 91.ª División de Fusileros del Ejército Rojo.
Zimogiria lleva desde 1956 con el nombre actual y recibió el estatus de ciudad en 1961. A principios de la década de 1970, la base de la economía era la extracción de hulla, también funcionaba aquí una fábrica de ladrillos y una planta procesadora.
En septiembre de 2012, el Gabinete de Ministros de Ucrania permitió la privatización de la mina Cherkaskaya ubicada aquí.
A partir de mediados de abril de 2014, debido a la guerra del Dombás, Zimogiria estuvo controlada por la autoproclamada República Popular de Lugansk. Tropas ucranianas llegaron a retomar la ciudad, pero la perdieron de nuevo en agosto de 2014.
El 27 de junio de 2022, durante la invasión rusa de Ucrania, un depósito de municiones de las fuerzas de ocupación rusas se incendió y luego explotó. Más tarde se supo que el almacén fue atacado por el ejército ucraniano por los lanzacohetes HIMARS con munición de alta precisión.

## Demografía
La evolución de la población entre 1859 y 2022 fue la siguiente:
| 1892                                                          | 2823 | 5222 | 13 938 | 14 943 | 13 328 | 12 710 | 11 295 | 10 703 | 10 148 | 9949 | 9816 | 9669 | 9557 |
| (Fuente: Cities & Towns of Ukraine y UKRAINE: Größere Städte) |      |      |        |        |        |        |        |        |        |      |      |      |      |

Según el censo de 2001, la lengua materna de la mayoría de los habitantes, el 59,62%, es el ucraniano; del 39,43% es el ruso.

## Economía
Su principal actividad económica es la minería y procesamiento del carbón. También posee una fábrica de ropa.

## Infraestructura

### Transporte
Zimogiria cuenta con una estación de tren de pasajeros y carga, Zimogorye, en la línea Limán-Rodakove del ferrocarril de Donetsk.